# Gammaropsis martesia
Gammaropsis martesia är en kräftdjursart som först beskrevs av J. L. Barnard 1964.  Gammaropsis martesia ingår i släktet Gammaropsis och familjen Isaeidae. Inga underarter finns listade i Catalogue of Life.